# 手配師
手配師（てはいし）とは、人材斡旋を業とする者に対する日本における呼称の一つである。古くは請負師（うけおいし）ともいい、手段や業態が適法であるか否かに関わらず手数料を取って人材を周旋する者一般を指して用いられた。

## 概要
「手配師」とはもともと何かを手配することを仕事とする人という意味であり、上記のような労務手配師のほか、人を派遣するのではなく、物事を推し進めることの派生的な言葉として「勝ち馬手配師」「IT手配師」等の用例も存在する。
労働者派遣法や職業安定法による業法規制が一般化した現在では、労働者派遣法による規制に従って営業する者を労働者派遣事業者、職業安定法による規制に従って営業する者を人材紹介業者（有料職業紹介事業者）といい、手配師の語は、無許可または非合法な手段を用いて人材を斡旋する者、人材斡旋を行うもののうち伝統的に手配師と呼ばれてきた特定の業態で営業する者等に限られる傾向にある。請負師といった場合はより意味が限定的となり、一部の建築業等に見られるように顧客から仕事を請け負い、自らは労働や作業をすることなく必要な人材（職人）や材料を手配し、かかった手間賃や材料費に利益を上乗せして稼ぐ者のことも指す。
経済活動の多様化や拡大により貧富の差が地域や環境により発生し、その均整化を計るのは自然の流れであり、雇用促進や困窮者救済、搾取や人身売買といった両面性を持ち合わせる。沖仲仕を父に持つ作家火野葦平の著書『青春の岐路』には、「請負師も、小頭も、仲仕も、ほとんどが、酒とバクチと女と喧嘩とによって、仁義や任侠を売りものにする一種のヤクザだ。大部分が無知で、低劣で、その日暮らしといってよかった。普通に考えられる工場などの労働者とはまるでちがっている」とある。

## 歴史
相互扶助や互助活動としての普請である「結い」は無償の労働提供であるが、社会構造が多様化や拡大するにつれ、物々交換が金銭という労働対価の証によって行われるようになったことと相まって経済活動が活発になった。それとともに天下普請のような大規模公共工事は、不特定多数の一時的な相互扶助としての社会活動を生み、狭い地域の自普請ではないが故に人と人の繋がりが無いため、手配師という業態が形成された。
戦国時代には、「寄親寄子」という主従関係があり、武将と地方豪族の間で取り交わされ編成された軍事組織である。「徒手空拳である者」は誰かを拠り所とし、守り立てて貰う。「たよられた者」は組織を形成し磐石な基盤の上に立つという互助関係でもある。この主従関係は江戸時代には庶民にまで広がり、都市部に出稼ぎや職を求める者の身元引受人となり、人宿（下宿、たこ部屋のような住まい）を提供し仕事を斡旋するといった口入屋と職を求める者の関係になり、同様に寄親寄子と呼ばれた。また徒弟制度における「親方子方」（兄弟弟子）といった雇用関係や様々な職業などの互助組織の中でも主従関係が結ばれ「親分子分」（兄弟分）といった。これらの主従関係では仕事の手配は習慣的であり親方・親分の中からも手配師となる者も表れた。
江戸時代から手配師と呼ばれる人々や組織が多く出来始めた。背景としては参勤交代や多くの武家屋敷が城下町に出来たことや天下普請としての社会基盤の整備が始まり、公共事業が生活困窮者の救済措置として機能していた。商業の発展による港湾荷役の増加や都市部に郊外や地方から家督を継げない者や仕事を求めて多数の人口流入があり、男性の比率が高かったことなどがある。
参勤交代の大名行列の人員は全てがお抱えの奉公人では賄えず、また武家屋敷も参勤交代時には多数の奉公人が必要になり、口入屋には高賃金と下士扱いの身分のステータスを求め町人や庶民が殺到した。
町奉行管轄の町では、火事と人口増加に伴い慢性的な家屋不足であり普請が盛んに行われ、町鳶、町大工の権威が強くなっていった。そこで大工より自由な時間があるとび職（雨天時はとび職としても町火消しとしても暇であった）が、祭りの顔役としての外交的役割と相まって普請の営業をするようになり、手配師と呼ばれた。
都市部は扇状地に多くあり、慢性的な河川の氾濫による治水の必要性や、河川・港湾荷役の施設不足、人口増加に伴う土地不足に悩まされていた。これらをいっきに解決する手段が埋め立て（河川の護岸も含む）であった。そしてこの一大事業に伴う経済効果と人手不足が沖仲仕や野帳場仕事の手配師の隆盛を手伝ったといえる。また埋立地はそのままでは利用できず、自重沈下を待つ必要があった。しかし幕府はただこれを待つのではなく桜を植え近隣での花火の打ち上げを奨励し遊郭を造り、人の流入を図りその土地の締め固めを行った。そして男性偏向の不安定な都市構造の治安維持を遊郭を造ることにより図り、その数は増加の一途をたどった。そのため多くの口入屋や置屋ができ、それが人買いや女衒という手配師が日本全国に暗躍するきっかけとなった。
1872年10月に東京府が雇用請宿規則を公布し、その他の府県にも類似の規則が広がっていった。その後、明治中期から公益職業紹介業が生まれ、大正初期には公立の公益職業紹介所が生まれていった。1921年に職業紹介法、1925年には営利職業紹介事業取締規則が制定された。
近代に入っても『女工哀史』や『蟹工船』などに描かれた悲劇や、債務者の返済手段としての遠洋漁業の従事（現在では年収低下により皆無となった）など、手配師や人買い（人身売買）の存在が暗示される。また歴史的な背景として、日本による統治地域からの人の流入が継続的にあり、生活基盤の無いことや言葉の不自由などからおのずと同胞の先住者に頼り、仕事の斡旋を専業とする者も多くいた。

## 分類

### 起源・発祥
人買いに限らず人身売買 の側面を持つ場合もある。また現在において存続するものもある。
社会制度
組の発生
- 寄親寄子 - 上記概要を参照。
- 親方子方 - 兄弟弟子（きょうだいでし）という社会関係も含む。職人に限らず、暖簾分けといわれる独立時には、ほとんどの場合親方や兄弟子などから仕事の斡旋を、祝儀代わりとして請け負っていた。また職人気質などとも言われることには、営業下手という意味合いも含まれており、営業が不得意とする者も多かった。これらのことや「飼い殺し」といわれる生涯徒弟制度もあり、手配師の発生の背景と成りうる要因を含んでいる。
- 親分子分 - 兄弟分（きょうだいぶん）という社会関係も含む。徒弟関係も含む場合もあるが、多くは社会的に阻害されるものや保障が無い職種や社会的認識が低く見られた職、特に下働きや重労働に携わる者が、今で言う「労組、互助会、組合」の様なものを作りそれを組といった。その中で気骨のある者が上に立ちその他のものと親分子分といった主従関係を築き、寄親寄子、親方子方と同様に手配する者・される者といった社会背景を生み出す要因となった。
- 先取り - 親方の手先となって労務者を集める者

職種や被斡旋者の事情による分類
- 人入れ業 - 職業一般における人材斡旋であり、様々な職業で景気や時節、行程など諸所の事情により一定でないのは現在も同様である。有名なところでは元総理大臣小泉純一郎の祖父、逓信大臣をつとめた小泉又次郎が政治家になるまえは人入れ業を生業としていた。ちなみに小泉家のもともとの家業は鳶職である。
- 口入屋 - 武家奉公人や岡場所における人材斡旋。
- 人夫出し - 人足出しともいい、土手人足や馬方や荷方などと呼ばれる単純労働や重労働の労働者の斡旋をする者を指す
  - 顔役 - その地域において社会的な繋がりを持ってある種の権力を持った職業などの集団組織の長（おさ）を指し、港湾荷役の沖仲仕や建設業のとび職の頭（かしら）などが別名として呼ばれた。広域暴力団山口組の前身は沖仲仕である。
- 置屋 - 遊廓や花街で酒席や閨を共にする女性の斡旋。
- 人買 - 借金の形（かた）により老若男女問わず強制的に労働の斡旋をする者。
  - 女衒 - 上記、置屋に借金の形（かた）により雇用される女性の斡旋。
- その他 - 仕事を請け負うが、自身では履行せず他の者に受け渡しを行う者を指す場合がある。背景としては、徒弟制度に伴う独立時の援助やまたは、営業力の差による主従関係の発生や複合的な職種の集合体である物品の作製などが挙げられる。具体的には仏師や絵師などに手配師に専業した者の記録があり、家屋や山車・神輿や和箪笥などの受注を手配師と呼ばれる者が行った例がある。

### 法律
労働者派遣法
建設現場・港湾労働・運送荷役の各業務は、この労働者派遣法による派遣の対象とはならない為、下記行為及び労務手配師は違法である。
労務手配師とは労働斡旋人のこと。やくざ（その企業舎弟）、似非右翼、被差別主張者などがその組織に所属する者や、寄せ場で人づてに募集したり、またはその路上などで声を掛け直接、または自前の飯場に住まわせた者を建設現場の土工（土方）や港湾労働の人夫、市場や流通の荷役としての臨時雇用、日雇い労働を勧め手数料をせしめる者。
主に日雇い労働者（自由労務者）・ホームレス（生活困窮者）が多数集まる寄場｛公共職業安定所周辺（山谷、あいりん地区、寿町など）｝といわれる場所に出没するが、寄場では中高年の自由労務者の割合が高いため、ここ数年のネットカフェ難民などに代表される、若年層の潜在的生活困窮者が増加した影響で、現在では歓楽街など人の多数集まる場所にも現れ、一般の通行人（生活困窮者との区別がつき難い為）でも気軽に声を掛けてくるようになった。
風営法
特定のイベントや性風俗映像、写真や酒席で女性が必要な時やホステス（外国人を含む）が在籍する風営法による料理店などでは名目だけの芸能事務所（プロダクション）からその人材の斡旋をうけている。これらも違法性が伴うことや人身売買や売春といった側面をもつことから手配師と業界で呼ばれている。
建設業法
訪問販売法におけるリフォーム業者など建設業の許可の無い者や総合的な建築知識の無い者が各業者を手配し、適切な現場管理が出来ない者を揶揄して手配師と呼ぶ。いわゆる「リフォーム詐欺師」。
共同住宅における管理会社では、もとは施設掃除業だったものも多くあり全てではないが、名義借り若しくは実践的な専門知識、経験を持たない有資格者（建築士、施工管理技士）を置き建設業の許可を得てマンション等の営繕、改修を行い実際は誰も建築知識を持たない為、そのまま下請けに依頼してしまう場合がある。その下請けが技術者なのかそうでないのか判断も出来ないまま不良施工が行われる場合があり、この様な企業も悪い意味で手配師と呼ばれる。

## 社会問題
現行の労働者派遣法においても上記の建設、港湾、流通の三つの労働の派遣は違法であるが、同法制定以前は職業安定法によりほとんどの業種において人材派遣は禁止されていたため、手配師の活動は社会的に忌避される性質のものであった。そのため手配師の業態には暴力団などの団体が介在して公権力による規制と監視を阻害することもしばしばあり、斡旋される労働者の労働環境の適正化や中間搾取の排除、きめ細やかな待遇による厚生水準の維持確保は困難であった。一部の業界にはこうした人材調達手段への依存状況が常態化する傾向が見られ、性風俗業界の一部などの非合法な業態においては特にこの傾向は顕著であった。
山谷の日雇労働者を題材とした映画『山谷─やられたらやりかえせ』（山谷と書いて「やま」と読む）は、こうした社会問題を元にしたドキュメンタリー映画である。